# Mniobia orta
Mniobia orta är en hjuldjursart som beskrevs av Donner 1951. Mniobia orta ingår i släktet Mniobia och familjen Philodinidae. Inga underarter finns listade i Catalogue of Life.